# 古特曼·贝拉
古特曼·贝拉（匈牙利語：Guttmann Béla，1899年1月27日—1981年8月28日），匈牙利籍犹太足球运动员及教练。作为一名中场，他曾先后效力于MTK布達佩斯、维也纳力量、匈牙利国家队及若干美国足球俱乐部。然而，他最为人所知的是曾經作为主教练期間，执教过一眾世界顶级球队，包括AC米兰、圣保罗、波尔图、本菲卡和佩纳罗尔。古特曼所取得的最大成就是在执教本菲卡期间率队连续在1961年和1962年两夺欧洲冠军杯冠军。
古特曼连同莫顿·布科维和古斯塔夫·塞贝斯形成了激进的匈牙利三巨头教练，在足坛率先推出极具攻击性的4-2-4阵式，并成为尤西比奧的导师。然而在整个职业生涯中，古特曼从未远离争议。作为球员和教练，他广泛游历，极少会在一支球队停留超过两个赛季，媒体引述他的话说“第三个赛季是致命的”。他在AC米兰登顶意甲冠军后被解雇，又在本菲卡因董事会拒绝加薪而愤然出走，并诅咒该队在100年内不会再得到欧洲冠军，这项诅咒至今仍未被破除。此外，他也因自信和傲慢的个人作风赢得了声誉，以致后世常将葡萄牙名帅何塞·穆里尼奥与之相比较。

## 球员生涯

### 俱乐部
古特曼是MTK布達佩斯在1920年代初期的一名重要成员。他与曼迪·久拉并肩作战，帮助MTK布达佩斯赢得了1920年和1921年的匈牙利足球甲级联赛冠军。1922年，为逃离反犹太主义的霍爾蒂·米克洛什政权，古特曼移居至维也纳，并加盟当地的犹太人球队维也纳力量。1925年，他又随维也纳力量赢得了奧地利足球冠軍。1926年4月，维也纳力量远渡重洋来到纽约，开始他们为期10场的美国巡回比赛，并在5月1日有约46,000人于纽约波罗体育场观看了他们参加的美国足球联赛比赛。
巡回比赛过后，古特曼和几个队友决定继续留在美国。在最初为布鲁克林流浪者效力后，他被美国足球联赛球队纽约巨人签入，并在两个赛季中出场83次，射入2球。1928年，纽约巨人作为美国足球联赛及美国足球协会纠纷中的一部分而被前者停牌。古特曼遂随纽约巨人加入了东部足球联赛，但他很快便转投纽约力量——一支由前维也纳力量球员组建的球队。1929年，古特曼帮助球队夺得美國公開盃冠军。球队在1930年与布鲁克林力量合并后又改称力量全明星队。古特曼在1930年秋季再度加盟纽约巨人，后者在当时已经改称纽约足球俱乐部。而在1931年春季，古特曼又重返力量全明星队，并在那里结束其球员生涯。除了踢足球，古特曼还在纽约经营一家地下酒吧，而在经历了1929年華爾街股災后几乎令他一无所有。

### 国家队
古特曼在1921年至1924年间共代表匈牙利国家足球队出场6次，在1921年6月5日对阵德国的首秀中，古特曼即射入1球，并帮助球队以3比0取胜。同月，在对阵南德11人（Southern Germany XI）的比赛中，古特曼也获得了出场机会。他的其余4次出场都是在1924年5月完成，分别对阵瑞士、萨尔、波兰和埃及，其中后两场为在巴黎举行的奥运会比赛。在奥运会的赛事筹备期间，古特曼对匈牙利的随行官员比球员更多而表示抗议。他还抱怨酒店的安排更适合社交活动而非备战，为了表达不满，他甚至在官员下榻的门前挂上死老鼠。

## 教练生涯

### 重返欧洲
古特曼于1932年返回欧洲，并在第二次世界大战爆发前曾先后在奥地利、荷兰和匈牙利执教。他首先重返老东家维也纳力量，随后又转投恩斯赫德；其教练生涯的首个冠军头衔则是率领烏伊佩斯特在1939年夺得匈牙利足球甲级联赛冠军及米杜柏杯冠军。二战期间，古特曼逃亡至瑞士，并在当地遭到拘禁。战争结束后，古特曼在前往罗马尼亚加盟布加勒斯特马卡比前曾简要执教沃绍什。在罗马尼亚，由于粮食短缺，古特曼坚持要求球队以蔬菜支付其薪金。其后，由于球队董事会企图干预球队阵容选择，古特曼随即离任。他的下一站是重回烏伊佩斯特，并再度率队赢得匈牙利冠军。随后，他接替老普斯卡什成为基斯佩斯特的主教练，但由于对小普斯卡什干预球队事务不满，古特曼再次出走。

### 意大利
与当时许多其他匈牙利足球运动员及教练一样，古特曼也在意大利度过了一段时光。在执教了特里斯蒂納和帕多瓦之后，他于1953年被任命为AC米兰主教练。由于当时队内有贡纳尔·努达尔、尼尔斯·利德霍尔姆和胡安·阿尔贝托·斯奇亚菲诺等球星，古特曼在他执教的第二个赛季便提前夺得意甲冠军，然而在与董事会的一系列争端中导致他被解雇。他在随即在新闻发布会中发表了令人愕然的言论：“我已经被解雇，尽管我没有犯法，也不是同性恋者。再见”。自那时起，他坚持在其合同条款中注明若能率队获得冠军，便不可以被解雇。随后，他开始执教个人在意大利的第4支球队维琴察。

### 南美洲

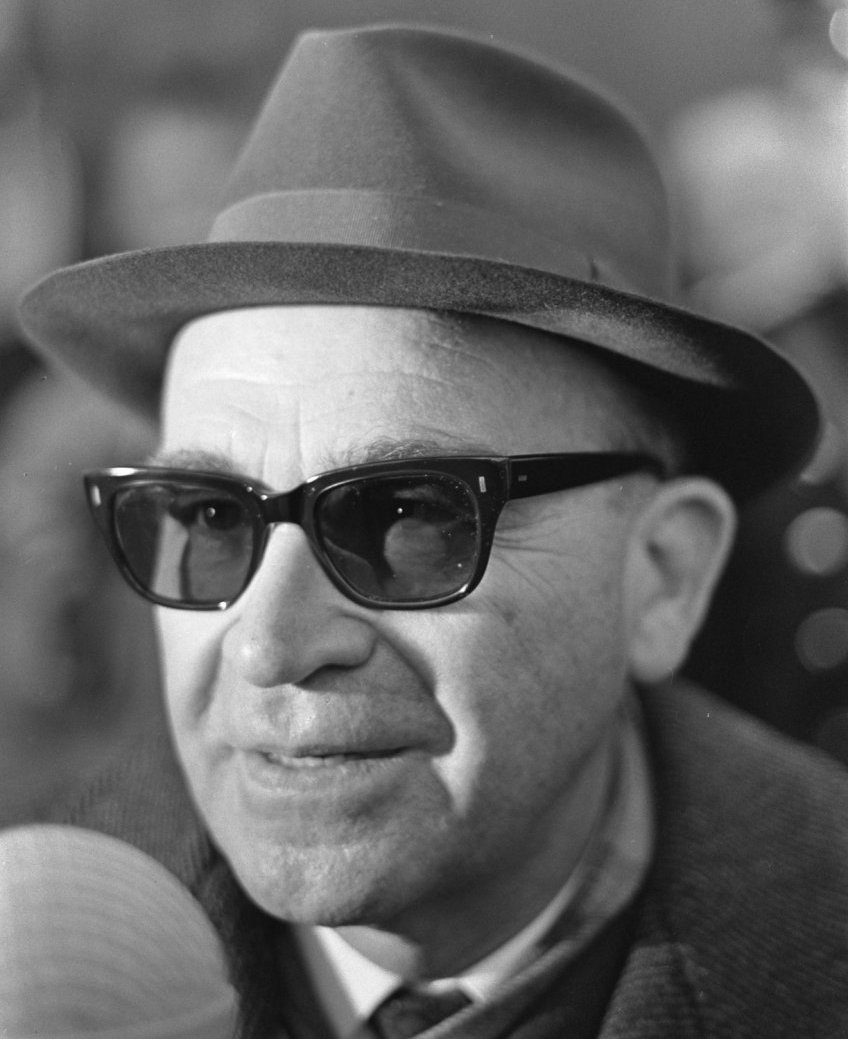
古特曼于1966年

古特曼曾于1930年夏天随力量全明星队首次来到南美洲进行巡回比赛。1957年，他又以一名教练的身份率领布達佩斯捍衛者再度造访，当时的球队阵容拥有普斯卡什·费伦茨、齐博尔·佐尔坦、科斯西斯·桑多、博日克·约瑟夫、布道伊·拉斯洛、洛兰特·久拉和格罗希奇·久洛等多位匈牙利“黄金一代”的著名球员。在巴西之旅中，布达佩斯捍卫者分别与弗拉门戈和博塔福戈等当地球队进行了5场比赛。
随后古特曼留在巴西，开始接掌圣保罗教鞭，并率队赢得了1957年的圣保罗州足球甲级联赛冠军。在巴西，古特曼推广并发扬了由他同胞莫顿·布科维和古斯塔夫·塞贝斯所创立的4-2-4阵式，并由巴西国家足球队使用此战术赢得了1958年世界杯足球赛的冠军。在教练生涯结束前，古特曼还曾于1962年10月重返南美，执教乌拉圭的佩纳罗尔，更率队在当年夺得乌拉圭足球甲级联赛冠军。

### 葡萄牙
1958年，古特曼抵达葡萄牙，度过了其职业生涯最为成功的一段时期。1959年，他首次率领波尔图后来居上以5分的优势力压本菲卡夺得葡萄牙足球甲级联赛冠军。接下来的一个赛季，他跳槽加盟本菲卡，并率领后者连续2次夺得葡萄牙联赛冠军和1次葡萄牙杯冠军。在1961年欧洲冠军杯决赛中，他们以3比2击败巴塞罗那，历史上首次问鼎欧冠奖杯；至1962年欧洲冠军杯决赛，他们又以5比3战胜皇家马德里蝉联了这项锦标。
在1962年冠军杯决赛后，古特曼因为自己为球队带来的成功而向董事会要求加薪，但遭到拒绝。古特曼因而愤然辞职，并公开诅咒“从现在开始的一百年之内，本菲卡不会再赢得任何欧洲赛事锦标”。此后，尽管本菲卡在1963年、1965年、1968年、1988年和1990年曾5次打入欧洲冠军杯决赛，并在1983年、2013年和2014年3次打入欧洲联盟杯（今歐霸盃）决赛，但最终都无缘冠军。其中1990年欧洲冠军杯决赛在维也纳举行，比赛前夕尤西比奥甚至特地到当地的古特曼墓前祈祷诅咒终结，但都无济于事。

## 古特曼魔咒
|    | 年份   | 欧战决赛 | 決賽對手 | 比數                                | 決賽場地                                          |
| -- | ------ | -------- | -------- | ----------------------------------- | ------------------------------------------------- |
| 1. | 1963年 |          | AC米兰   | 1 : 2                               | 伦敦                                              |
| 2. | 1965年 |          | 国际米兰 | 0 : 1                               | 米兰梅阿查球场                                    |
| 3. | 1968年 |          | 曼联     | 1 : 4 （加時）                      | 伦敦                                              |
| 4. | 1983年 | 1983年   | 安德列治 | 總比數 1 : 2 （客 0 : 2，主 1 : 1） | 布魯塞爾希素球場（客） 里斯本Estádio da Luz（主） |
| 5. | 1988年 |          | 荷兰     | 0 : 0 （加時） 5 : 6 （PK大戰）     | 内卡体育场                                        |
| 6. | 1990年 |          | AC米兰   | 0 : 1                               | 維也納普拉特球场                                  |
| 7. | 2013年 |          | 英格兰   | 1 : 2                               | 阿姆斯特丹阿姆斯特丹竞技场                        |
| 8. | 2014年 |          | 塞維利亞 | 0 : 0 （加時） 2 : 4 （PK大戰）     | 都靈                                              |

## 荣誉
| 球员 - 匈牙利足球甲级联赛冠军：1920年、1921年 - 奥地利足球甲级联赛冠军：1925年 - 美國公開盃冠军：1929年 | 主教练 - 匈牙利足球甲级联赛冠军：1939年、1947年 - 米杜柏杯冠军：1939年 - 圣保罗州足球甲级联赛冠军：1957年 - 葡萄牙足球甲级联赛冠军：1959年、1960年、1961年 - 葡萄牙杯冠军：1962年 - 欧洲冠军杯冠军：1961年、1962年 - 乌拉圭足球甲级联赛冠军：1962年 |